# Biblioteca Can Casacuberta
La Biblioteca Can Casacuberta és una biblioteca pública ubicada a l'antiga Fàbrica Casacuberta de Badalona. Forma part de la Xarxa de Biblioteques Municipals de la Diputació de Barcelona i és la principal de la ciutat. Compta amb 3.416 m² i un fons superior als 107.000 exemplars, d'entre el qual destaca la seva col·lecció local i els fons especials de màgia. i d'anarquisme, altrament anomenat Fons Cedall pel Centre de Documentació Antiautoritari i Llibertari, que li va donar l'impuls inicial amb la donació de la seva col·lecció bibliogràfica.

## Història
Anys després del seu tancament i per iniciativa de l'Ajuntament de Badalona, l'edifici va ser rehabilitat com a equipament cultural, segons el projecte dels arquitectes Antoni Poch i Jordi Moliner, que van ser guardonats amb el premi FAD d'arquitectura 1991, en l'apartat de Reformes i rehabilitacions. Va ser inaugurada el 1992 amb el nom de Biblioteca Central Urbana Can Casacuberta, fruit del trasllat de l'antiga Biblioteca Popular Sant Anastasi. L'any 2007 es va inaugurar en el mateix recinte l'ampliació de la biblioteca i l'Espai Betúlia, un centre cultural dedicat al foment i a la difusió de les lletres. Obra de l'arquitecte Antonio Sanmartín, fou nominada per al Premi Europeu ECOLA 2008.
Fins a l'any 2001, la directora va ser Glòria Pérez-Salmerón, antiga de la Biblioteca Nacional d'Espanya. Des d'aleshores i fins a l'actualitat, és Imma Casals Torres.
El 20 de desembre de 2019, les deficiències causades per la manca de manteniment van obligar a tancar la biblioteca. L'abril de 2022 va néixer la plataforma ciutadana Can Casacuberta Oberta per a reivindicar-ne la reobertura. Més de tres anys després, el 13 de febrer de 2023, va reobrir sense la sala infantil, encara pendent de reformes. Només sis mesos més tard, va tornar a tancar per una nova incidència en la climatització, i el 18 de desembre va tornar a obrir sense acabar les obres. Durant el 2024, noves goteres posaren de manifest que les deficiències continuen. El mes de juny, l'Ajuntament de Badalona va decidir tornar a tancar-la durant sis mesos per a realitzar obres a la teulada i la millora del sistema de climatització.